# Cohors II Flavia Afrorum
Die Cohors II Flavia Afrorum (deutsch 2. Kohorte die Flavische der (Nord-)Afrikaner) war eine römische Auxiliareinheit. Sie ist durch Militärdiplome, Inschriften und Ziegelstempel belegt.

## Namensbestandteile
- Flavia: die Flavische. Die Ehrenbezeichnung bezieht sich auf die flavischen Kaiser Vespasian, Titus und Domitian.

- Afrorum: der (Nord-)Afrikaner. Die Soldaten der Kohorte wurden bei Aufstellung der Einheit auf dem Gebiet der römischen Provinz Africa rekrutiert; nach Ansicht von einigen Historikern fand diese Rekrutierung unter den Bewohnern des (heutigen) nördlichen Tunesiens statt.[1]

- equitata: teilberitten. Die Einheit war ein gemischter Verband aus Infanterie und Kavallerie. Der Zusatz kommt in einer Inschrift (AE 1992, 1821) vor.

Da es keine Hinweise auf den Namenszusatz milliaria (1000 Mann) gibt, war die Einheit eine Cohors equitata. Die Sollstärke der Kohorte lag bei 600 Mann (480 Mann Infanterie und 120 Reiter), bestehend aus 6 Centurien Infanterie mit jeweils 80 Mann sowie 4 Turmae Kavallerie mit jeweils 30 Reitern.

## Geschichte
Die Kohorte war in der Provinz Africa stationiert. Sie ist auf Militärdiplomen für die Jahre 127 bis 128/129 n. Chr. aufgeführt.
Der erste Nachweis der Kohorte in der Provinz Africa beruht auf Militärdiplomen, die auf 127 datiert sind. In den Diplomen wird die Kohorte als Teil der Truppen (siehe Römische Streitkräfte in Africa) aufgeführt, die in der Provinz stationiert waren. Ein weiteres Diplom, das auf 128/129 datiert ist, belegt die Einheit in derselben Provinz.

## Standorte
Standorte der Kohorte in der Provinz Africa waren möglicherweise:
- Si Aioun
- Tillibari (Remada): Im Jahr 197 war die Einheit mit Reparaturarbeiten an einem Tempel in Remada beschäftigt.[1]
- Kleinkastell Henchir Medeina: nach Ansicht des Archäologen David Mattingly könnte eine Abteilung von 100 Mann diesen Garnisonsort belegt haben.[4]

## Angehörige der Kohorte
Folgende Angehörige der Kohorte sind bekannt.

### Kommandeure
| - Aemilius Emeritus (AE 1909, 104, CIL 8, 17953). Er war Decurio der Ala I Pannoniorum und wurde als Praepositus der Kohorte sowie des Numerus Collatus abgeordnet. | - Lucius Pompeius Senior, ein Präfekt - M(arcus) Valerius L[epi]dus, ein Präfekt (um 196/197) (AE 1975, 870) |

### Sonstige
| - Anicius Celer Andronicus, ein Soldat (AE 1992, 1821) - Cassius Iscoesius Valens, ein Soldat (AE 1992, 1821) | - L(ucius) Salustius Urbanus, ein Veteran - Octau[.]us Victor, ein Soldat |